# Dachwig
Dachwig est une commune allemande de l'arrondissement de Gotha en Thuringe, qui fait partie de la communauté d'administration Fahner Höhe (Verwaltungsgemeinschaft Fahner Höhe).

## Géographie

Situation de la commune (en rouge) dans l'arrondissement de Gotha

Dachwig est située au nord de l'arrondissement, dans le bassin de Thuringe au nord-est des collines de Fahner sur la rivière Jordan, affluent de la Gera, à la limite avec les arrondissements d'Unstrut-Hainich et Sömmerda, à 22 km au nord-ouest d'Erfurt et à 24 km au nord-est de Gotha, le chef-lieu de l'arrondissement. Dachwig fait partie de la communauté d'administration Fahner Höhe.
Le barrage (ou réservoir) de Dachwig, situé au sud-ouest de la commune (en fait sur le territoire de Großfahner) a été mis en service en 1976 pour l'irrigation des surfaces agricoles jusqu'en 1990. Il est depuis une réserve naturelle.
Communes limitrophes (en commençant par le nord et dans le sens des aiguilles d'une montre) : Herbsleben, Gebesee, Andisleben, Walschleben, Gierstädt, Großfahner et Döllstädt.

## Histoire
La première mention du village sous le nom de Dahaba date de la période 755-802 dans des listes de marchandises du monastère d'Hersfeld. En 847, on signale un Dagoberti Vicus (village de Dagobert).
Au début du XVIIe siècle, avant la Guerre de Trente Ans, le village compte déjà 1 142 habitants. En 1648, après les destructions de la guerre, la famine de 1640 et une épidémie de peste, on ne compte plus que 109 habitants.
Dachwig fait partie du royaume de Prusse (cercle d'Erfurt). Dachwig est relié au réseau ferré en 1897.
Le 8 avril 1945, Dachwig est bombardé par les troupes américaines, 56 habitations sont détruites. Le village sera reconstruit après la guerre.
En 1932, Dachwig est intégré à l'arrondissement de Weißensee (de) avant de rejoindre le district d'Erfurt en 1949 pendant la période de la République démocratique allemande jusqu'en 1990, puis l'arrondissement de Gotha.
Le musée ethnographique de Dachwig ouvre en 1975.

## Démographie
Commune de Dachwig :
| 1885  | 1910  | 1925  | 1933  | 1939  | 1995  | 2000  | 2005  | 2010  |
| ----- | ----- | ----- | ----- | ----- | ----- | ----- | ----- | ----- |
| 1 031 | 1 053 | 1 136 | 1 112 | 1 079 | 1 587 | 1 612 | 1 645 | 1 584 |

## Politique
À l'issue des élections municipales du 7 juin 2009, le Conseil municipal, composé de 12 sièges, est composé comme suit :
| Parti     | Nombre de conseillers | Pourcentage de voix |
| --------- | --------------------- | ------------------- |
| SPD       | 4                     | 32,9 %              |
| FDP       | 3                     | 25,5 %              |
| CDU       | 3                     | 24,8 %              |
| Die Linke | 2                     | 16,8 %              |

## Communications
Dachwig est desservie par ligne ferroviaire Erfurt-Bad Langensalza (Erfurter Bahn 1).
La commune est traversée par la route nationale B176 Bad Langensalza-Andisleben qui rejoint la B4 vers Erfurt.